# Kagal
Kagal es una ciudad y  municipio situada en el distrito de Kolhapur en el estado de Maharashtra (India). Su población es de 34106 habitantes (2011). Se encuentra a 21 km de Kolhapur.

## Demografía
Según el censo de 2011 la población de Kagal era de 34106 habitantes, de los cuales 17634 eran hombres y 16472 eran mujeres. Kagal tiene una tasa media de alfabetización del 85,11%, superior a la media estatal del 82,34%: la alfabetización masculina es del 91,41%, y la alfabetización femenina del 78,47%.